# Слејпнир
Слеипнир је коњ Одина, врховнога бога у нордијској митологији.
Слеипнир је сивац, а карактерише га његових осам ногу, које најверојатније симболишу његову брзину, јер је он најбржи коњ на свету. И не само то − он једнако добро трчи земљом, ваздухом и морем.
Једини Один га је могао јахати. 

## Слеипнирово порекло
Када су богови одлучили да изграде град за себе дошао је неки градитељ и понудио боговима Асима да ће им начинити град толико чврст да ни горски ни мразни дивови не би могли са уђу у њега. За плату је тражио Сунце, Месец и богињу Фреју. Богови су се почели саветовати, а чинило се да их је Локи највише наговарао. На крају богови пристадоше на цену ако га успе изградити током зиме, с тим да му нико не сме помагати. Градитељ је ипак тражио да му се допусти да користи свога коња Свадилфарија, а Локи предложи да буде тако.
И тако градитељ започне с градњом уз помоћ свога коња који је довлачио камен. А довлачио је управо камене планине! То се боговима учинило врло сумњивим, али пошто је бог Тор био на истоку где се борио против тролова, богови нису подузимали ништа. Али три дана пре почетка пролећа богови су увидјели да ће град ускоро бити готов, а пошто нису желели изгубити најдражу богињу, а ни сунце ни месец, почели су размишљати о томе ко је уопште предложио да се Фреја уда за дива. Сви су знали да је тако лош предлог морао доћи од Локија. Рекоше му да мора смислити начин да поништи лош договор или ће лоше проћи. 
Увече, када је градитељ возио камен, из шуме истрчи прелепа бела кобила, а Свадилфари подивља и побегне за њом. Градитељ га није успео наћи, а град није био довршен на вриеме те је побеснео. Богови су тада схватили да је он заправо горски див, те су одмах позвали најјачег од њих, Тора да га отера без сунца, месеца и Фреје. И би тако.
А Локи, који је поседовао моћ метаморфозе, ускоро је родио сиво осмоного ждријебе које је добио Один. А био је то најбољи коњ што су га икада посједовали богови или људи.